# Dorodango

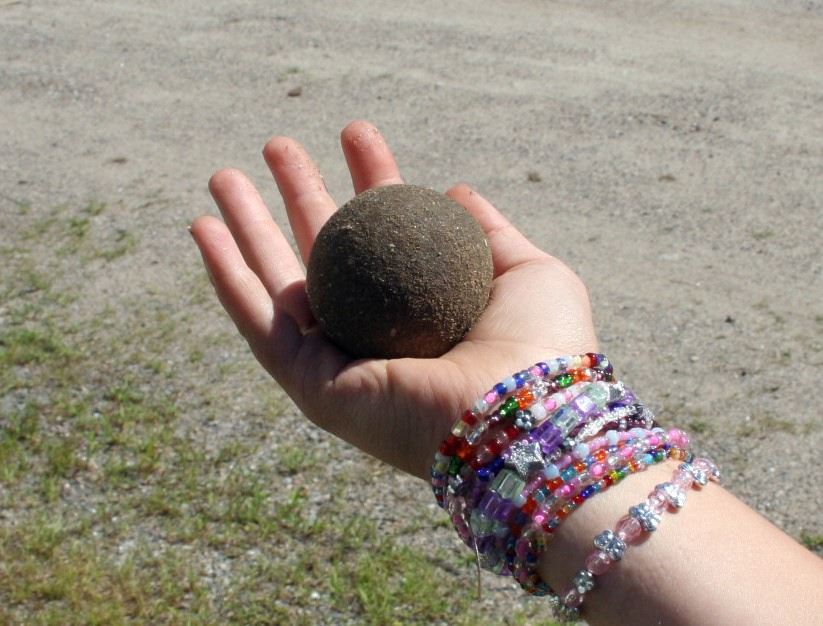
Een dorodango in een "vroeg" stadium. In dit geval is het gebrek aan glans te wijten aan het feit dat de bol nog niet is opgepoetst met fijne stofpartikels.

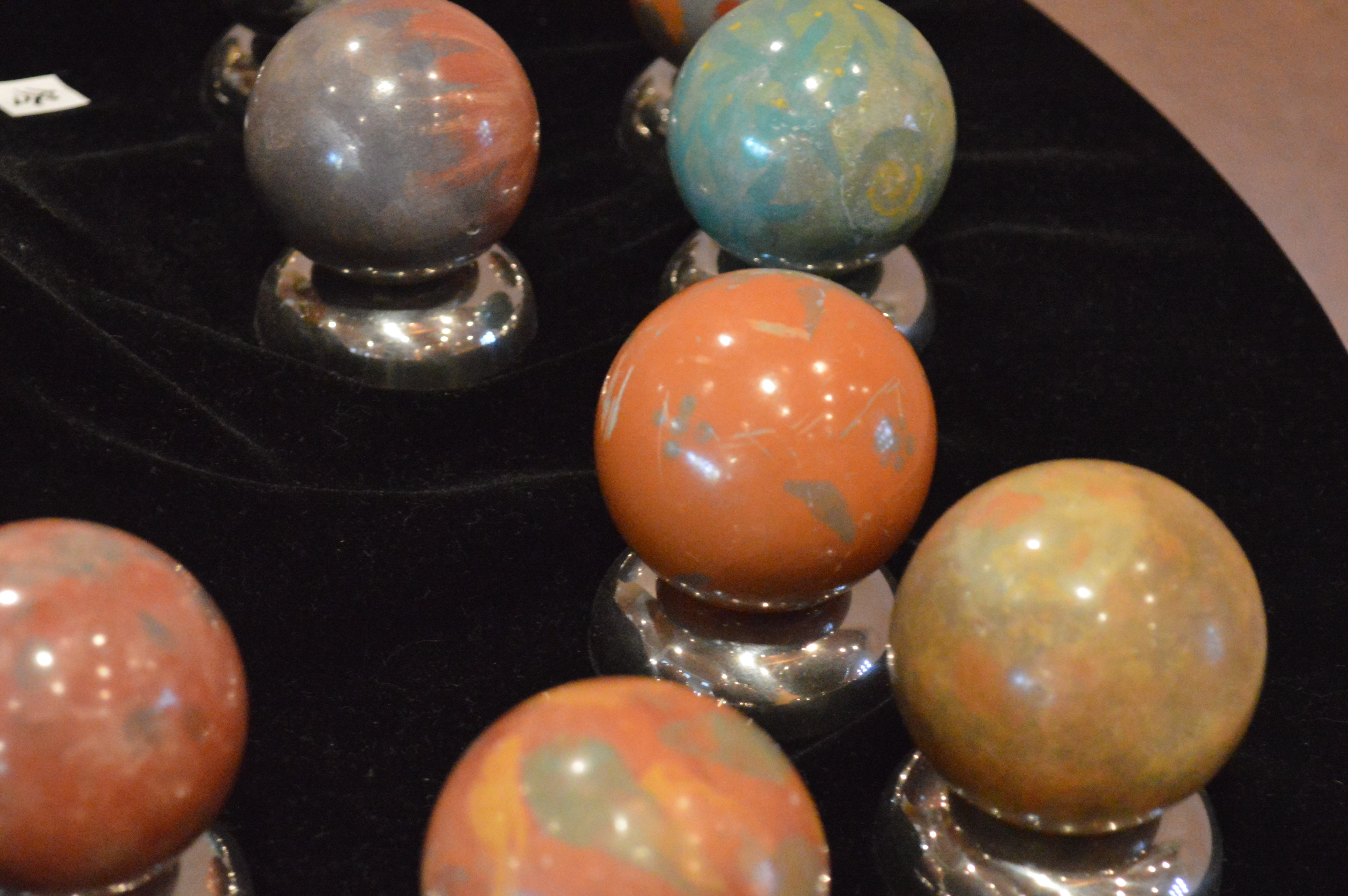
Colored Dorodangos

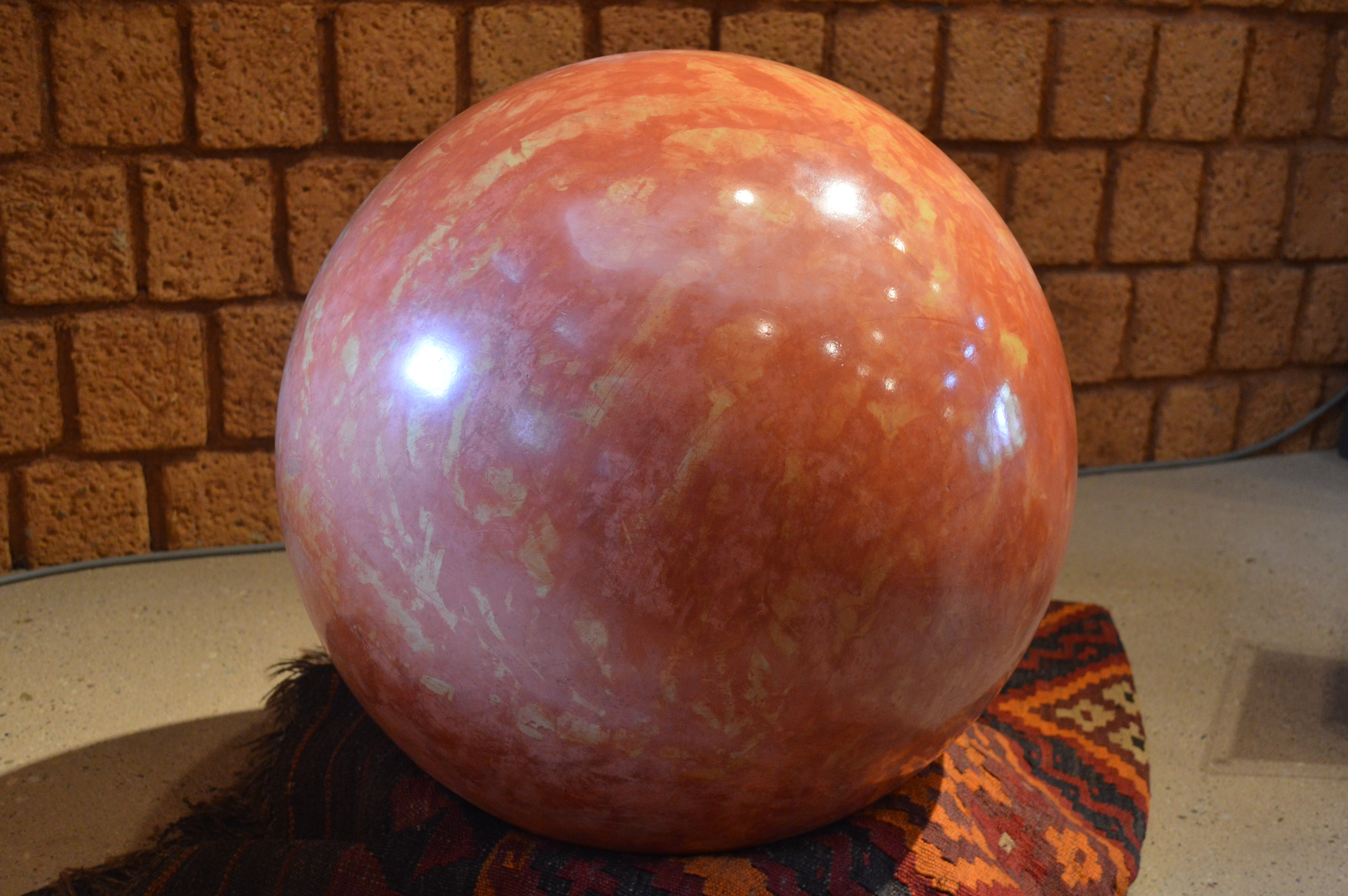
World's largest Dorodango (54 cm in diameter)

Dorodango (Japans: 泥だんご; Hepburn: Dorodango), letterlijk: modderballetje is een Japanse kunstvorm waarin een blinkende bol wordt gevormd uit zand en water. Deze bollen lijken op een knikker of een biljartbal.

## Etymologie
De term dorodango is de romaji-transliteratie van de kanji en hiragana 泥だんご. Het is een samenstelling van het zelfstandig naamwoord: 泥 [doro] (modder) in de kun-lezing. Het tweede deel van de samenstelling is het zelfstandig naamwoord: だんご [dango] (bolletje) of (rijstklompje). Het woord 'dango' wordt in formele en culinaire bronnen soms ook geschreven met de kanji's: 団子 [dan] + [o] in de on-lezing. In samenstellingen wordt de 'o' van 子 vaak voorafgegaan door een 'g'. Taalkundigen verschillen van mening of 'go' een gevolg is van rendaku, of dat het simpelweg een vaste uitspraak is geworden. Dorodango kan in het Nederlands worden vertaald als: modderballetje. 

## Techniek
Het maken van een basisdorodango is een traditioneel tijdverdrijf voor schoolkinderen.
Recent is het proces verfijnd tot de kunst van de hikaru ("glanzend") dorodango (光る泥だんご), met een glanzend oppervlak, of een patroon in het oppervlak.
De kern van de bal is gemaakt van gewone modder, en verder bestoft met fijnkorrelig zand alvorens het water onttrokken wordt door uiteenlopende methodes, zoals de bal verpakken in een plastic zak om het water te laten verdampen en dan condenseren. Wanneer de bal volledig droog en hard is, wordt hij met de hand opgepoetst.